# Dustin Poirier
Dustin Poirier, né le 19 janvier 1989 à Lafayette (Louisiane, États-Unis), est un pratiquant américain d'arts martiaux mixtes (MMA).
Ancien champion intérimaire de la catégorie des poids légers de l’Ultimate Fighting Championship (UFC) après sa victoire contre l'Américain Max Holloway en 2019, il combat à trois reprises pour le titre de champion des poids légers de l'UFC et deux fois pour le titre BMF (Baddest Motherfucker). En 2025, il annonce prendre sa retraite après un dernier combat en Louisiane.

## Biographie

### Jeunesse
Né le 19 janvier 1989 à Lafayette, en Louisiane, aux États-Unis, Dustin Glenn Poirier fréquente la Northside High School pendant une courte période. Il est d'origine française acadienne et plus précisément d'origine cadienne.

### Carrière dans les arts martiaux mixtes

#### Débuts (2009-2010)
Dustin Poirier fait ses débuts professionnels en arts martiaux mixtes à l'âge de 20 ans. Son premier combat se déroule le 16 mai 2009 au sein d'une organisation locale de Louisiane nommée USA MMA. Il y affronte l'Américain Aaron Suarez à Shreveport. Son adversaire du soir est également novice sur le circuit avec seulement deux matchs à son palmarès. Poirier réalise une prestation solide et remporte le combat par KO dès la première reprise par coups de poing. Le 26 juin 2009, il affronte l'Américain Nate Jolly à la Nouvelle-Ibérie (Louisiane) et remporte le combat par soumission. Le 1er août 2009, là encore à la Nouvelle-Ibérie,il affronte Joe Torrez et s'impose par KO technique. Le 31 octobre 2009, il affronte Daniel Watts à Greenville (Mississippi) et gagne par KO. Le 13 novembre 2009, il affronte Ronny Lis à Lake Charles (Louisiane), et remporte le combat par soumission. Le 6 mai 2010, Poirier affronte Derrick Krantz à Lafayette et remporte le combat par soumission. Le 18 juin 2010, il affronte le Canadien Derek Gauthier à Montréal et s'impose par KO.

#### World Extreme Cagefighting(2010)
Dustin Poirier entre au sein de l'organisation majeure du World Extreme Cagefighting (WEC) deux mois plus tard. Le 18 août 2010, il affronte Danny Castillo à Las Vegas et perd sur décision unanime. Le 11 novembre 2010, il affronte Zach Micklewright à Las Vegas et remporte le combat par KO technique.

#### Utimate Fighting Championship(2011-2025)
En octobre 2010, la société Zuffa annonce la fusion du World Extreme Cagefighting (WEC) avec son organisation principale, l’Ultimate Fighting Championship (UFC). À cette occasion, Dustin Poirier passe alors dans les effectifs de la plus grosse organisation américaine. 
Le 1er janvier 2011, il affronte son compatriote Josh Grispi à Las Vegas et remporte le combat par décision unanime (30-27, 30-27, 30-27),. Le 11 juin 2011, il fait face à l'Anglais Jason Young à Vancouver, au Canada, et remporte à nouveau le combat sur décision unanime,. Le 12 novembre 2011, il affronte l'Américain Pablo Garza à Anaheim (Californie), et remporte le combat par soumission,. Le 4 février 2012, il affronte Max Holloway à Las Vegas et l'emporte par soumission,. Sa prestation est désignée soumission de la soirée. Le 15 mai 2012, il est opposé au Sud-Coréen Jung Chan-Sung à Fairfax (Virginie) et perd le combat par soumission,. Sa prestation est cependant désignée combat de la soirée. Le 15 décembre 2012, il affronte Jonathan Brookins à Las Vegas et remporte le combat par soumission,.
Le 16 février 2013, il combat Cub Swanson à Londres et perd le combat sur décision unanime,,. Le 31 août 2013, il affronte l'Américain Erik Koch à Milwaukee, dans le Wisconsin, et remporte le combat sur décision unanime,,. Le 28 décembre 2013, il fait face au Brésilien Diego Brandão à Las Vegas et remporte le combat par KO. Le 16 avril 2014, il affronte le Suédois Akira Corassani à Québec et gagne par KO technique,. Sa prestation est désignée combat de la soirée. Le 27 septembre 2014, il combat Conor McGregor à Las Vegas et perd par KO technique.

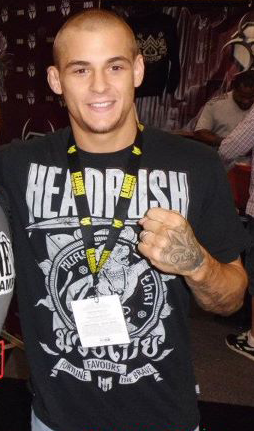
Dustin Poirier lors d'une séance de dédicace (2011).

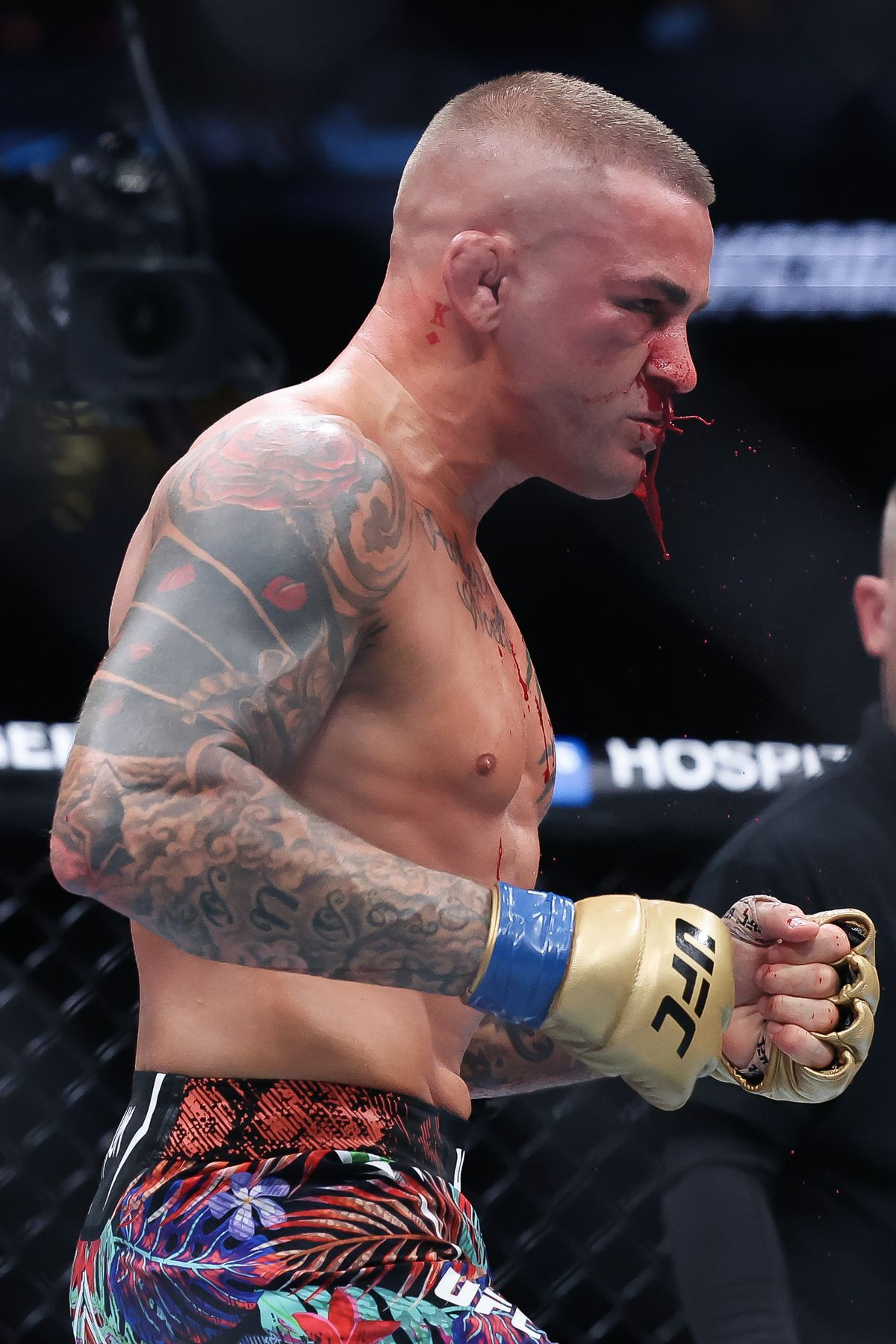
Dustin Poirier lors de son combat contre Islam Makhachev (2024).

Le 4 avril 2015, il est opposé au Brésilien Carlos Diego Ferreira à Fairfax et s'impose par KO. Sa prestation est désignée performance de la soirée. Le 6 juin 2015, il combat l'Américain Yancy Medeiros à la Nouvelle-Orléans et remporte le combat par KO technique,. Là encore, sa prestation est désignée performance de la soirée. Le 2 janvier 2016, il affronte l'Irlandais Joseph Duffy à Las Vegas et remporte le combat sur décision unanime,,. Le 4 juin 2016, il affronte l'Américain Bobby Green à Inglewood (Californie), et remporte le combat par KO,. Le 17 septembre 2016, il combat l'Américain Michael Johnson à Hidalgo (Texas) et perd le combat par KO,,.
Le 11 février 2017, il affronte l'Américain Jim Miller à Brooklyn et remporte le combat sur décision majoritaire,,. Sa prestation est désignée Combat de la soirée. Le 13 mai 2017, il combat Eddie Alvarez à Dallas, mais le combat est interrompu à la suite d'un coup de genou illégal d'Eddie Alvarez porté en direction de la tête de Dustin Poirier,,. Le 17 novembre 2017, il affronte l'Américain Anthony Pettis à Norfolk (Virginie) et remporte le combat par soumission,,. Sa prestation est désignée Combat de la soirée. Le 14 avril 2018, il fait face à l'Américain Justin Gaethje à Glendale (Arizona) et remporte le combat par KO technique,. Sa prestation est désignée Combat de la soirée. Le 28 juillet 2018, il affronte de nouveau l'Américain Eddie Alvarez à Calgary (Canada) et gagne par KO technique,. Sa prestation est désignée Performance de la soirée.
Le 13 avril 2019, Poirier retrouve l'Américain Max Holloway à Atlanta (Géorgie), et s'impose sur décision unanime,,. Sa prestation est désignée Combat de la soirée. Le 7 septembre 2019, il affronte le Russe Khabib Nurmagomedov à Abou Dabi et perd le combat par soumission,. Le 27 juin 2020, il affronte le Néo-Zélandais Dan Hooker à Las Vegas et l'emporte sur décision unanime,,,. Sa prestation est désignée Combat de la soirée. 
Le 24 janvier 2021, il affronte pour la deuxième fois Conor McGregor à Abou Dabi et gagne le combat par KO technique,,,. Sa prestation est désignée Performance de la soirée. Le 10 juillet 2021, il affronte pour la troisième fois Conor McGregor à Las Vegas et remporte le combat par arrêt du médecin,,,,,. En effet, Conor McGregor ne pouvait pas continuer le combat, s'étant brisé le tibia en fin de round. Le 11 décembre 2021, il affronte Charles Oliveira à Las Vegas et perd le combat par soumission,,,. Le 12 novembre 2022, Poirier affronte son compatriote Michael Chandler à New York et remporte le combat par soumission,,,. Sa prestation est désignée Combat de la soirée.
Le 29 juillet 2023, il affronte pour la deuxième fois l'Américain Justin Gaethje à Salt Lake City (Utah) et perd par KO,,. Le 9 mars 2024, il affronte Benoît Saint Denis à Miami et remporte le combat par KO,,. Sa prestation est désignée Combat de la soirée. Le 1er juin 2024, il combat Islam Makhachev à Newark (New Jersey) et perd le combat par soumission,,. Sa prestation est désignée Combat de la soirée. Le 19 juillet 2025, il affronte pour la troisième fois Max Holloway à la Nouvelle-Orléans et perd le combat par décision unanime,,,. Après 16 ans de carrière dans les arts martiaux mixtes (MMA), dont 14 avec l’Ultimate Fighting Championship (UFC), Poirier prend sa retraite sportive et termine avec un record de 30 victoires, 10 défaites et un combat sans décision,,. À la suite de ce dernier combat, il déclare avoir hâte de « rentrer, être un papa, enfiler de longues chaussettes blanches, faire un barbecue, tondre ma pelouse et retrouver une vie normale ».

## Style de combat

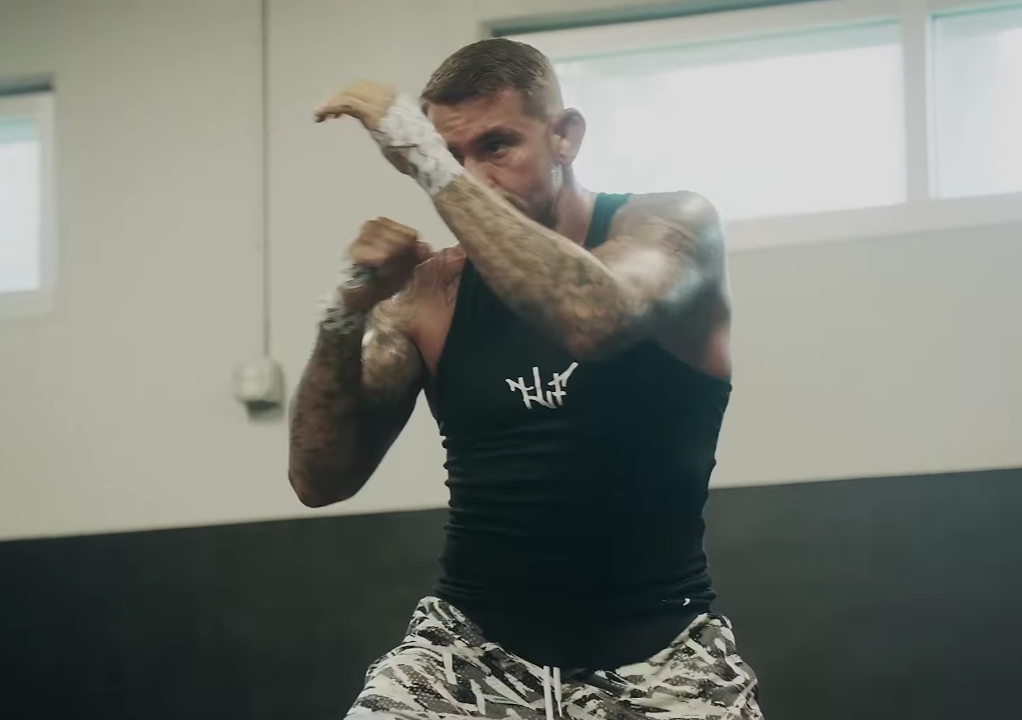
La position de combat de Dustin Poirier.

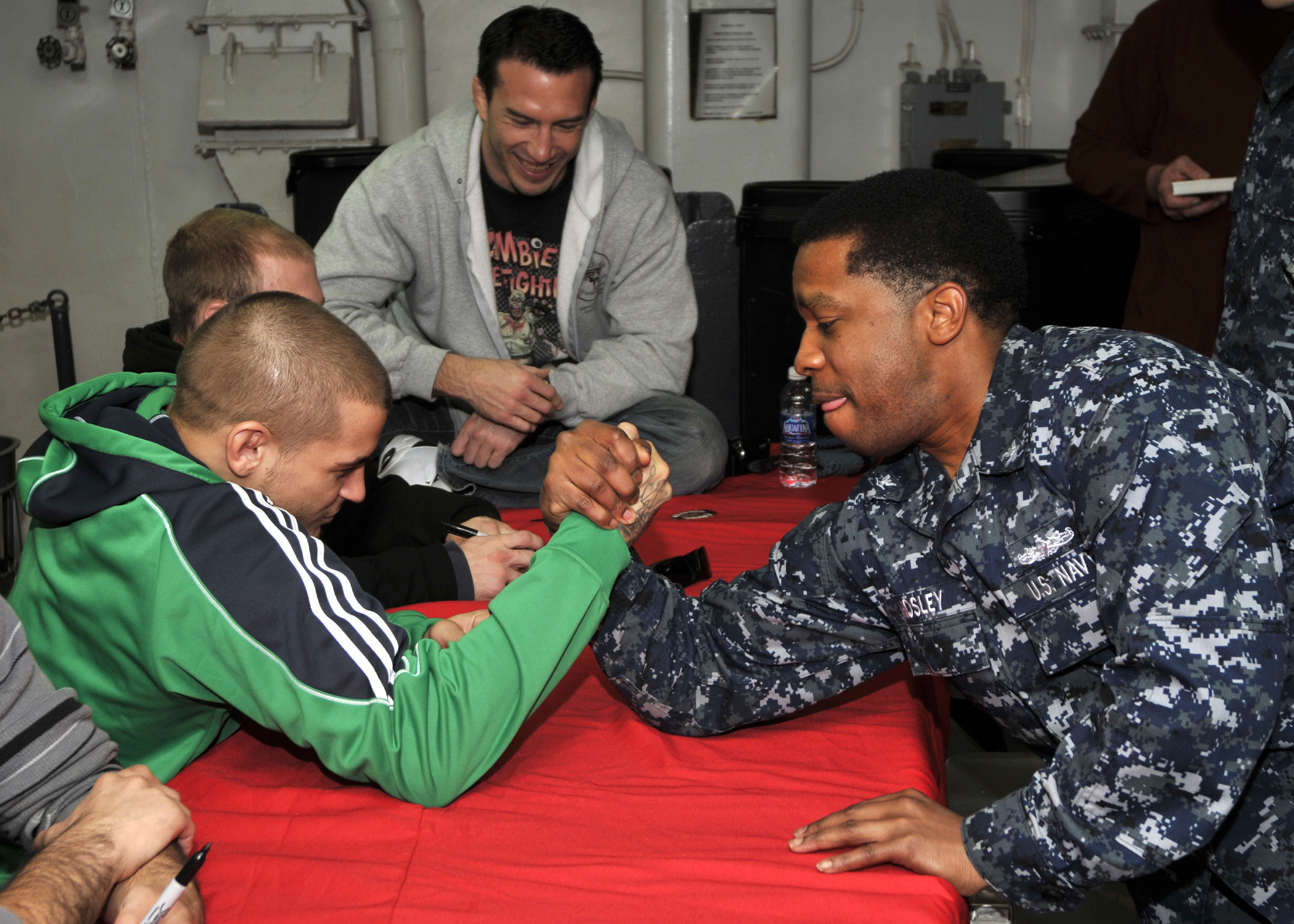
Dustin Poirier faisant un bras de fer avec le maître de 3e classe Christopher Mosley à bord du (2011).

Dustin Poirier est ceinture noire de jiu-jitsu brésilien sous la direction de Tim Credeur, mais depuis le début de sa carrière à l'UFC, c'est surtout sa maîtrise des arts de la frappe qui lui permet d'achever ses adversaires. Ses compétences en boxe sont louées et il les a démontrées lors de victoires significatives contre des combattants d'élite tels que Justin Gaethje, Eddie Alvarez, Dan Hooker, Max Holloway ou encore Conor McGregor. Il est connu pour son style de frappe changeant et son utilisation intensive du roulement d'épaule ainsi que des blocages d'avant-bras et de coude dans le cadre d'une défense de type « mur de pierre ».

## Vie personnelle
Dustin Poirier est en couple avec sa compagne Jolie. Le couple a eu son premier enfant, Parker Noelle Poirier, le 20 août 2016,,. Il a obtenu son premier tatouage à l'âge de 14 ans. Sa poitrine et ses bras sont couverts de tatouages. Celui sur sa poitrine signifie Bushidō (« la voie du guerrier ») en japonais. Après sa défaite contre le Sud-Coréen Jung Chan-sung, il a rejoint l'équipe American Top Team. Le camp d'entraînement est situé dans le sud de la Floride. Son entraîneur est Phil Daru.

## Charité
En avril 2018, Dustin Poirier fonde en compagnie de son épouse la Good Fight Foundation. Après son combat contre le Russe Khabib Nurmagomedov, les deux hommes ont échangé leurs maillots. Dans son interview d'après-combat, son adversaire a déclaré qu'il vendrait le maillot que Dustin Poirier lui avait donné et reverserait l'argent à son association caritative. De même, Dustin Poirier a annoncé qu'il mettrait aux enchères son équipement de combat pour collecter des fonds pour sa fondation. Sa fondation travaille également avec Fight for the Forgotten de Justin Wren pour aider à fournir de l'eau potable au peuple Echuya Batwa en Ouganda,.
Pendant la pandémie de Covid-19, il a fait don de 1 000 repas aux employés de trois grands hôpitaux de sa ville natale de Lafayette. Le 26 juin 2020, il a reçu le Forrest Griffin Community Award pour son travail avec sa fondation. À la suite de son combat contre Conor McGregor en janvier 2021, il devait recevoir un don de 500 000 dollars pour la Good Fight Foundation de la part de son adversaire. En date du 12 avril 2021, Dustin Poirier déclare que le don n'a toujours pas été fait. Ce différend a été une source de controverse dans les médias sportifs.
En juillet 2023, il passe une journée avec un jeune garçon de 17 ans atteint d'un cancer, alors qu'il s'entraînait pour l'UFC 291 dans le cadre de la fondation Make-A-Wish.

## Documentaire
Dustin Poirier est un des sujets du documentaire Fightville de Petra Epperlein et de Michael Tucker (en), qui examine la scène des arts martiaux mixtes dans le sud de la Louisiane. Les pratiquants Tim Credeur, Albert Stainback ou encore Gil Guillory sont également présents à l'écran.

## Palmarès en arts martiaux mixtes

### Distinctions
- Ultimate Fighting Championship
  - Soumission de la soirée (× 1) : face à Max Holloway.
  - Combat de la soirée (× 10) : face à Jung Chan-Sung, Akira Corassani, Jim Miller, Anthony Pettis, Justin Gaethje, Max Holloway, Dan Hooker, Michael Chandler, Benoît Saint Denis et Islam Makhachev.
  - Performance de la soirée (× 4) : face à Carlos Diego Ferreira, Yancy Medeiros, Eddie Alvarez et Conor McGregor.

### Historique des combats
| 41 combats     | 30 victoires | 10 défaites |
| Par KO         | 15           | 3           |
| Par soumission | 8            | 4           |
| Sur décision   | 7            | 3           |
| Sans décision  | 1            | 1           |

| Résultat      | Record    | Adversaire            | Méthode                                   | Événement                                                | Date              | Round | Temps | Lieu                                       | Notes                                                         |
| ------------- | --------- | --------------------- | ----------------------------------------- | -------------------------------------------------------- | ----------------- | ----- | ----- | ------------------------------------------ | ------------------------------------------------------------- |
| Défaite       | 30-10 (1) | Max Holloway          | Décision unanime                          | UFC 318 : Holloway contre Poirier 3                      | 19 juillet 2025   | 5     | 5:00  | La Nouvelle-Orléans, Louisiane, États-Unis | Pour le titre symbolique BMF de l’UFC.                        |
| Défaite       | 30-9 (1)  | Islam Makhachev       | Soumission (d’Arce choke)                 | UFC 302                                                  | 1er juin 2024     | 5     | 2:42  | Newark, New Jersey, États-Unis             | Pour le titre des poids légers de l'UFC. Combat de la soirée. |
| Victoire      | 30-8 (1)  | Benoît Saint Denis    | KO (coups de poing)                       | UFC 299                                                  | 9 mars 2024       | 2     | 2:32  | Miami, Floride, États-Unis                 | Combat de la soirée.                                          |
| Défaite       | 29-8 (1)  | Justin Gaethje        | KO (coup de pied à la tête)               | UFC 291                                                  | 29 juillet 2023   | 2     | 1:00  | Salt Lake City, Utah, États-Unis           | Pour le titre symbolique BMF de l’UFC.                        |
| Victoire      | 29-7 (1)  | Michael Chandler      | Soumission (étranglement arrière)         | UFC 281                                                  | 12 novembre 2022  | 3     | 2:00  | New York, État de New York, États-Unis     | Combat de la soirée.                                          |
| Défaite       | 28-7 (1)  | Charles Oliveira      | Soumission (étranglement arrière)         | UFC 269                                                  | 11 décembre 2021  | 3     | 1:01  | Las Vegas, Nevada, États-Unis              | Pour le titre des poids légers de l'UFC.                      |
| Victoire      | 28-6 (1)  | Conor McGregor        | TKO (arrêt du medecin)                    | UFC 264                                                  | 10 juillet 2021   | 1     | 5:00  | Las Vegas, Nevada, États-Unis              |                                                               |
| Victoire      | 27-6 (1)  | Conor McGregor        | TKO (coups de poing)                      | UFC 257                                                  | 24 janvier 2021   | 2     | 2:32  | Abou Dabi, Émirats arabes unis             | Performance de la soirée.                                     |
| Victoire      | 26-6 (1)  | Dan Hooker            | Décision unanime                          | UFC on ESPN: Poirier vs. Hooker                          | 27 juin 2020      | 5     | 5:00  | Las Vegas, Nevada, États-Unis              | Combat de la soirée.                                          |
| Défaite       | 25-6 (1)  | Khabib Nurmagomedov   | Soumission (étranglement arrière)         | UFC 242                                                  | 7 septembre 2019  | 3     | 2:06  | Abou Dabi, Émirats arabes unis             | Pour unifier le titre des poids légers de l'UFC.              |
| Victoire      | 25-5 (1)  | Max Holloway          | Décision unanime                          | UFC 236                                                  | 13 avril 2019     | 5     | 5:00  | Atlanta, Géorgie, États-Unis               | Remporte le titre intérimaire des poids légers de l'UFC.      |
| Victoire      | 24-5 (1)  | Eddie Alvarez         | TKO (coups de poing)                      | UFC on Fox: Alvarez vs. Poirier 2                        | 28 juillet 2018   | 2     | 4:05  | Calgary, Alberta, Canada                   | Performance de la soirée.                                     |
| Victoire      | 23-5 (1)  | Justin Gaethje        | TKO (coups de poing)                      | UFC on Fox 29: Poirier vs. Gaethje                       | 14 avril 2018     | 4     | 0:33  | Glendale, Arizona, États-Unis              | Combat de la soirée.                                          |
| Victoire      | 22-5 (1)  | Anthony Pettis        | TKO (blessure à la côte)                  | UFC Fight Night: Poirier vs. Pettis                      | 11 novembre 2017  | 3     | 2:08  | Norfolk, Virginie, États-Unis              | Combat de la soirée.                                          |
| Sans décision | 21-5 (1)  | Eddie Alvarez         | Combat interrompu (coup de genou illégal) | UFC 211                                                  | 13 mai 2017       | 2     | 1:02  | Dallas, Texas, États-Unis                  |                                                               |
| Victoire      | 21-5      | Jim Miller            | Décision majoritaire                      | UFC 208                                                  | 11 février 2017   | 3     | 5:00  | Brooklyn, New York, États-Unis             | Combat de la soirée.                                          |
| Défaite       | 20-5      | Michael Johnson       | KO (coups de poing)                       | UFC Fight Night: Poirier vs. Johnson                     | 17 septembre 2016 | 1     | 1:35  | Hidalgo, Texas, États-Unis                 |                                                               |
| Victoire      | 20-4      | Bobby Green           | KO (coups de poing)                       | UFC 199                                                  | 4 juin 2016       | 1     | 2:53  | Inglewood, Californie, États-Unis          |                                                               |
| Victoire      | 19-4      | Joseph Duffy          | Décision unanime                          | UFC 195                                                  | 2 janvier 2016    | 3     | 5:00  | Las Vegas, Nevada, États-Unis              |                                                               |
| Victoire      | 18-4      | Yancy Medeiros        | TKO (coups de poing)                      | UFC Fight Night: Boetsch vs. Henderson                   | 6 juin 2015       | 1     | 2:38  | La Nouvelle-Orléans, Louisiane, États-Unis | Performance de la soirée.                                     |
| Victoire      | 17-4      | Carlos Diego Ferreira | KO (coups de poing)                       | UFC Fight Night: Mendes vs. Lamas                        | 4 avril 2015      | 1     | 3:45  | Fairfax, Virginie, États-Unis              | Retour en poids légers. Performance de la soirée.             |
| Défaite       | 16-4      | Conor McGregor        | TKO (coups de poing)                      | UFC 178                                                  | 27 septembre 2014 | 1     | 1:46  | Las Vegas, Nevada, États-Unis              |                                                               |
| Victoire      | 16-3      | Akira Corassani       | TKO (coups de poing)                      | The Ultimate Fighter Nations Finale: Bisping vs. Kennedy | 16 avril 2014     | 2     | 0:42  | Québec, Québec, Canada                     | Combat de la soirée.                                          |
| Victoire      | 15-3      | Diego Brandão         | KO (coups de poing)                       | UFC 168                                                  | 28 décembre 2013  | 1     | 4:54  | Las Vegas, Nevada, États-Unis              |                                                               |
| Victoire      | 14-3      | Erik Koch             | Décision unanime                          | UFC 164                                                  | 31 août 2013      | 3     | 5:00  | Milwaukee, Wisconsin, États-Unis           |                                                               |
| Défaite       | 13-3      | Cub Swanson           | Décision unanime                          | UFC on Fuel TV: Barão vs. McDonald                       | 16 février 2013   | 3     | 5:00  | Londres, Angleterre                        |                                                               |
| Victoire      | 13-2      | Jonathan Brookins     | Soumission (étranglement d'arce)          | The Ultimate Fighter: Team Carwin vs. Team Nelson Finale | 15 décembre 2012  | 1     | 4:15  | Las Vegas, Nevada, États-Unis              |                                                               |
| Défaite       | 12-2      | Chan Sung Jung        | Soumission (étranglement d'arce)          | UFC on Fuel TV: The Korean Zombie vs. Poirier            | 15 mai 2012       | 4     | 1:07  | Fairfax, Virginie, États-Unis              | Combat de la soirée.                                          |
| Victoire      | 12-1      | Max Holloway          | Soumission (clé de bras en triangle)      | UFC 143                                                  | 4 février 2012    | 1     | 3:23  | Las Vegas, Nevada, États-Unis              | Soumission de la soirée.                                      |
| Victoire      | 11-1      | Pablo Garza           | Soumission (étranglement d'arce)          | UFC on Fox: Velasquez vs. dos Santos                     | 12 novembre 2011  | 2     | 1:32  | Anaheim, Californie, États-Unis            |                                                               |
| Victoire      | 10-1      | Jason Young           | Décision unanime                          | UFC 131                                                  | 11 juin 2011      | 3     | 5:00  | Vancouver, Colombie-Britannique, Canada    |                                                               |
| Victoire      | 9-1       | Josh Grispi           | Décision unanime                          | UFC 125                                                  | 1er janvier 2011  | 3     | 5:00  | Las Vegas, Nevada, États-Unis              | Début en poids plume.                                         |
| Victoire      | 8-1       | Zachary Micklewright  | TKO (coups de poing)                      | WEC 52                                                   | 11 novembre 2010  | 1     | 0:53  | Las Vegas, Nevada, États-Unis              |                                                               |
| Défaite       | 7-1       | Danny Castillo        | Décision unanime                          | WEC 50                                                   | 18 août 2010      | 3     | 5:00  | Las Vegas, Nevada, États-Unis              |                                                               |
| Victoire      | 7-0       | Derek Gauthier        | KO (coups de poing)                       | Ringside MMA                                             | 18 juin 2010      | 1     | 0:57  | Montréal, Québec, Canada                   |                                                               |
| Victoire      | 6-0       | Derrick Krantz        | Soumission (clé de bras)                  | USA MMA: Night of Champion 2                             | 6 mars 2010       | 2     | 3:35  | Lafayette, Louisiane, États-Unis           |                                                               |
| Victoire      | 5-0       | Ronnie Lis            | Soumission (clé de bras)                  | USA MMA: Border War 2                                    | 13 novembre 2009  | 1     | 0:51  | Lake Charles, Louisiane, États-Unis        |                                                               |
| Victoire      | 4-0       | Daniel Watts          | KO (coups de poing)                       | Bang FC                                                  | 31 octobre 2009   | 1     | 1:26  | Greenville, Mississippi, États-Unis        |                                                               |
| Victoire      | 3-0       | Joe Torrez            | TKO (coups de poing)                      | USA MMA 8: Natural Disaster 3                            | 1er août 2009     | 1     | 2:37  | La Nouvelle-Ibérie, Louisiane, États-Unis  |                                                               |
| Victoire      | 2-0       | Nate Jolly            | Soumission (clé de bras)                  | Cajun FC                                                 | 26 juin 2009      | 2     | 3:54  | Lafayette, Louisiane, États-Unis           |                                                               |
| Victoire      | 1-0       | Aaron Suarez          | KO (coups de poing)                       | USA MMA 7: River City Rampage                            | 16 mai 2009       | 1     | 1:19  | Shreveport, Louisiane, États-Unis          |                                                               |